# Svarttjärnen (Hällefors socken, Västmanland, 664632-143592)
Svarttjärnen är en sjö i Hällefors kommun i Västmanland och ingår i Göta älvs huvudavrinningsområde. Sjöns area är 0,014 kvadratkilometer och den befinner sig 239 meter över havet.